# Curtiss XP-10
Le Curtiss XP-10 est un avion de chasse biplan expérimental américain testé par l'United States Army Air Corps.

## Conception et développement
Le XP-10 est commandé le 18 juin 1928 ; il doit être rapide est suffisamment manœuvrable pour gagner un combat aérien. Il dispose d'un aile supérieure en mouette ce qui offre au pilote une meilleure visibilité par rapport à une configuration biplan traditionnelle. Par coïncidence, cela permet également à la voilure et au fuselage de se rencontrer à un angle optimal pour minimiser la traînée. Les ailes sont recouvertes de contreplaqué, à la place du tissu laqué utilisé pendant la Première Guerre mondiale, et le fuselage est à tubes d'acier recouverts de tissu.
Le XP-10 est équipé d'un moteur V12 Curtiss V-1570 à refroidissement à eau. Pour compenser la traînée engendrée par un radiateur (une solution sérieuse avant l'introduction de l'éthylène glycol), Curtiss l'intègre dans l'aile supérieure. Il est formé par des feuilles de laiton ondulées entre lesquelles l'eau de refroidissement circule. Bien qu'ingénieuse, cette technique pose des problèmes techniques et mécaniques, particulièrement la vulnérabilité au feu ennemi lors d'un combat aérien.

## Histoire opérationnelle
Livré à l'Army Air Corps en août 1928, le XP-10 effectue son premier vol en septembre. Malgré l'excellente manœuvrabilité, le XP-10 se montrant supérieur au Curtiss Hawk au cours des essais, des problèmes persistants avec le refroidissement et le plombage de la surface du radiateur conduisent le XP-10 à être abandonné.

## Utilisateurs
États-Unis
- United States Army Air Corps